# Aeroporto de Quintero
O Aeroporto de Quintero (em castelhano:  Aeropuerto de Quintero) é um aeroporto situado na cidade de Quintero, Região de Valparaíso no Chile. 
A pista 20, é pavimentada e tem 140 metros (460 pés), a pista 18 também é pavimentada e tem 150 metros (490 pés). Aproximações do norte para ambas as pistas estão sobre a água.